# Rapid City (Dakota del Sud)
Rapid City è una città e il capoluogo della contea di Pennington nello Stato del Dakota del Sud, negli Stati Uniti. Aveva una popolazione di 74 703 abitanti al censimento del 2020, rendendola la seconda città più popolosa dello Stato.
Conosciuta come "la porta delle Black Hills" e "la città dei presidenti", per le statue di bronzo a grandezza naturale dei presidenti che si trovano nel centro, Rapid City è divisa da una bassa cresta montuosa che divide la parte occidentale e quella orientale della città. La Ellsworth Air Force Base è situata alla periferia della città. Camp Rapid, che fa parte della South Dakota Army National Guard, si trova nella parte occidentale della città.
Le principali attrazioni di Rapid City sono l'Art Alley, il Dinosaur Park, il tour a piedi della Città dei Presidenti, la Chapel in the Hills, Storybook Island e Main Street Square. La cittadina in stile western di Deadwood si trova nelle vicinanze. Le vicine Black Hills ospitano attrazioni turistiche come il Monte Rushmore, il Crazy Horse Memorial, il Custer State Park, il parco nazionale di Wind Cave, il Jewel Cave National Monument e il museo della Black Hills Institute of Geological Research. A est della città si trova il parco nazionale delle Badlands.

## Geografia fisica
Secondo l'Ufficio del censimento degli Stati Uniti, ha una superficie totale di 55,49 mi² (143,72 km²).

## Storia
In seguito alla spedizione nelle Black Hills del 1874 condotta da George Armstrong Custer, nella zona si stabilirono coloni europei. Due anni dopo, nel 1876, venne fondata Rapid City, che prese il nome dal Rapid Creek, un affluente del fiume Cheyenne che scorre attraverso il territorio.

## Società

### Evoluzione demografica
Secondo il censimento del 2020, la popolazione era di 74 703 abitanti.

## Infrastrutture e trasporti
La città è servita dall'aeroporto regionale di Rapid City.

## Amministrazione

### Gemellaggi
- Apolda;
- Nikkō[3];
- Contea di Yangshuo